# Stany Zjednoczone na Zimowych Igrzyskach Olimpijskich 1994
Stany Zjednoczone na Zimowych Igrzyskach Olimpijskich 1994 reprezentowało 147 zawodników. Był to siedemnasty start Stanów Zjednoczonych na zimowych igrzyskach olimpijskich.

## Zdobyte medale
| Medal  | Zawodnik                                                  | Dyscyplina sportowa   | Konkurencja             |
| ------ | --------------------------------------------------------- | --------------------- | ----------------------- |
| Złoto  | Tommy Moe                                                 | Narciarstwo alpejskie | Zjazd mężczyzn          |
| Złoto  | Diann Roffe                                               | Narciarstwo alpejskie | Supergigant kobiet      |
| Złoto  | Cathy Turner                                              | Short track           | 500 m kobiet            |
| Złoto  | Dan Jansen                                                | Łyżwiarstwo szybkie   | 1000 m mężczyzn         |
| Złoto  | Bonnie Blair                                              | Łyżwiarstwo szybkie   | 500 m kobiet            |
| Złoto  | Bonnie Blair                                              | Łyżwiarstwo szybkie   | 1000 m kobiet           |
| Srebro | Tommy Moe                                                 | Narciarstwo alpejskie | Supergigant mężczyzn    |
| Srebro | Picabo Street                                             | Narciarstwo alpejskie | Zjazd kobiet            |
| Srebro | Nancy Kerrigan                                            | Łyżwiarstwo figurowe  | Solistki                |
| Srebro | Elizabeth McIntyre                                        | Narciarstwo dowolne   | Jazda po muldach kobiet |
| Srebro | Randall Bartz John Coyle Eric Flaim Andrew Gabel          | Short track           | Sztafeta mężczyzn       |
| Brąz   | Amy Peterson                                              | Short track           | 500 m kobiet            |
| Brąz   | Karen Cashman Amy Peterson Cathy Turner Nikki Ziegelmeyer | Short track           | Sztafeta kobiet         |

## Wyniki reprezentantów Stanów Zjednoczonych

### Biathlon
Mężczyźni
- Duncan Douglas

sprint - 65. miejsce
- Jon Engen

bieg indywidualny - 64. miejsce
- Dave Jareckie

sprint - 64. miejsce
- Curt Schreiner

bieg indywidualny - 65. miejsce
- Curt Schreiner
Dave Jareckie
Jon Engen
Duncan Douglas

sztafeta - 14. miejsce
Kobiety
- Beth Coats

sprint - 51. miejsce
bieg indywidualny - 33. miejsce
- Joan Guetschow

sprint - 52. miejsce
bieg indywidualny - 17. miejsce
- Joan Smith

sprint - 24. miejsce
bieg indywidualny - 14. miejsce
- Laura Tavares

bieg indywidualny - 32. miejsce
- Mary Ostergren

sprint - 64. miejsce
- Beth Coats
Joan Smith
Laura Tavares
Joan Guetschow

sztafeta - 8. miejsce

### Bobsleje
Mężczyźni
- Jim Herberich
Chip Minton

Dwójki - 14. miejsce
- Brian Shimer
Randy Jones

Dwójki - 13. miejsce
- Randy Will
Jeff Woodard
Joe Sawyer
Chris Coleman

Czwórki - 15. miejsce
- Brian Shimer
Bryan Leturgez
Karlos Kirby
Randy Jones

Czwórki - DNF

### Biegi narciarskie
Mężczyźni
- John Aalberg

10 km stylem klasycznym - 45. miejsce
Bieg łączony - 33. miejsce
30 km stylem dowolnym - 43. miejsce
- Luke Bodensteiner

10 km stylem klasycznym - 58. miejsce
Bieg łączony - 45. miejsce
30 km stylem dowolnym - 36. miejsce
- Todd Boonstra

10 km stylem klasycznym - 41. miejsce
Bieg łączony - 41. miejsce
50 km stylem klasycznym - 39. miejsce
- Ben Husaby

10 km stylem klasycznym - 52. miejsce
Bieg łączony - 43. miejsce
50 km stylem klasycznym - 53. miejsce
- Marcus Nash

30 km stylem dowolnym - 65. miejsce
- Carl Swenson

30 km stylem dowolnym - 45. miejsce
- Pete Vordenberg

50 km stylem klasycznym - 49. miejsce
- Justin Wadsworth

50 km stylem klasycznym - 35. miejsce
- John Aalberg
Ben Husaby
Todd Boonstra
Luke Bodensteiner

sztafeta - 13. miejsce
Kobiety
- Ingrid Butts

5 km stylem klasycznym - 53. miejsce
Bieg łączony - 50. miejsce
- Nina Kemppel

5 km stylem klasycznym - 28. miejsce
Bieg łączony - 31. miejsce
15 km stylem dowolnym - 42. miejsce
30 km stylem klasycznym - 27. miejsce
- Karen Petty

5 km stylem klasycznym - 59. miejsce
Bieg łączony - DNF
- Leslie Thompson

5 km stylem klasycznym - 40. miejsce
Bieg łączony - 37. miejsce
15 km stylem dowolnym - 32. miejsce
- Laura McCabe

15 km stylem dowolnym - 34. miejsce
- Laura Wilson

15 km stylem dowolnym - 35. miejsce
30 km stylem klasycznym - 49. miejsce
- Suzanne King

30 km stylem klasycznym - 51. miejsce
- Dorcas Wonsavage

30 km stylem klasycznym - 40. miejsce
- Laura Wilson
Nina Kemppel
Laura McCabe
Leslie Thompson

sztafeta - 10. miejsce

### Hokej na lodzie
Mężczyźni
- Mark Beaufait, Jim Campbell, Peter Ciavaglia, Ted Crowley, Ted Drury, Mike Dunham, Peter Ferraro, Brett Hauer, Darby Hendrickson, Chris Imes, Craig Johnson, Peter Laviolette, Jeff Lazaro, John Lilley, Todd Marchant, Matt Martin, Travis Richards, Barry Richter, Dave Roberts, Brian Rolston, Dave Sacco, Garth Snow – 5. miejsce

### Kombinacja norweska
Mężczyźni
- Ryan Heckman

Gundersen - 29. miejsce
- Dave Jarrett

Gundersen - 36. miejsce
- Todd Lodwick

Gundersen - 13. miejsce
- Tim Tetreault

Gundersen - 30. miejsce
- Todd Lodwick
Dave Jarrett
Ryan Heckman

sztafeta - 7. miejsce

### Łyżwiarstwo figurowe
Mężczyźni
- Brian Boitano

soliści - 6. miejsce
- Scott Davis

soliści - 8. miejsce
Kobiety
- Tonya Harding

solistki - 8. miejsce
- Nancy Kerrigan

solistki - 
Pary
- Karen Courtland
Todd Reynolds

Pary taneczne - 14. miejsce
- Kyoko Ina
Jason Dungjen

Pary sportowe - 9. miejsce
- Jenni Meno
Todd Sand

Pary sportowe - 5. miejsce
- Elizabeth Punsalan
Jerod Swallow

Pary taneczne - 15. miejsce

### Łyżwiarstwo szybkie
Mężczyźni
- Dave Besteman

500 m - 27. miejsce
1000 m - 30. miejsce
- Dave Cruikshank

500 m - 19. miejsce
- Dan Jansen

500 m - 8. miejsce
1000 m - 
- Nate Mills

500 m - 20. miejsce
1000 m - 21. miejsce
1500 m - 37. miejsce
- Brendan Eppert

1000 m - 35. miejsce
- KC Boutiette

1500 m - 39. miejsce
- Dave Tamburrino

1500 m - 22. miejsce
- Brian Wanek

1500 m - 32. miejsce
5000 m - 30. miejsce
Kobiety
- Bonnie Blair

500 m - 
1000 m - 
1500 m - 4. miejsce
- Peggy Clasen

500 m - 23. miejsce
- Michelle Kline

500 m - DSQ
1000 m - 24. miejsce
1500 m - 20. miejsce
- Kristen Talbot

500 m - 20. miejsce
- Chris Witty

1000 m - 23. miejsce
- Chantal Bailey

1000 m - 31. miejsce
1500 m - 27. miejsce
3000 m - 22. miejsce
- Angela Zuckerman

1500 m - 21. miejsce
3000 m - 19. miejsce
- Chris Scheels

3000 m - 21. miejsce

### Narciarstwo alpejskie
Mężczyźni
- Chad Fleischer

supergigant - DNF
kombinacja - DNF
- Matt Grosjean

slalom - DNF
- AJ Kitt

zjazd - 17. miejsce
supergigant - DSQ
- Tommy Moe

zjazd - 
supergigant - 
kombinacja - 5. miejsce
- Jeremy Nobis

gigant - 9. miejsce
slalom - DNF
- Harper Phillips

gigant - DNF
- Casey Puckett

gigant - DNF
slalom - 7. miejsce
- Kyle Rasmussen

zjazd - 11. miejsce
supergigant - DSQ
kombinacja - 31. miejsce
- Erik Schlopy

gigant - 34. miejsce
slalom - DNF
- Craig Thrasher

zjazd - 38. miejsce
kombinacja - DNF
Kobiety
- Megan Gerety

zjazd - 20. miejsce
supergigant - DNF
- Hilary Lindh

zjazd - 7. miejsce
supergigant - 13. miejsce
- Shannon Nobis

supergigant - 10. miejsce
- Anne-Lise Parisien

gigant - 13. miejsce
- Julie Parisien

slalom - DSQ
kombinacja - DSQ
- Monique Pelletier

slalom - DSQ
kombinacja - 24. miejsce
- Diann Roffe

supergigant - 
gigant - DNF
- Krista Schmidinger

zjazd - 27. miejsce
- Carrie Sheinberg

slalom - 18. miejsce
- Picabo Street

zjazd - 
kombinacja - 10. miejsce
- Eva Twardokens

gigant - 6. miejsce
slalom - DNF
- Heidi Voelker

gigant - DNF

### Narciarstwo dowolne
Mężczyźni
- Troy Benson

jazda po muldach - 8. miejsce
- Eric Bergoust

skoki akrobatyczne - 7. miejsce
- Kris Feddersen

jazda po muldach - 11. miejsce
- Craig Rodman

jazda po muldach - 18. miejsce
- Sean Smith

jazda po muldach - 13. miejsce
- Trace Worthington

skoki akrobatyczne - 5. miejsce
jazda po muldach - 19. miejsce
Kobiety
- Ann Battelle

jazda po muldach - 8. miejsce
- Tracy Evans

skoki akrobatyczne - 7. miejsce
- Liz McIntyre

jazda po muldach - 
- Kristean Porter

skoki akrobatyczne - 20. miejsce
- Nikki Stone

skoki akrobatyczne - 13. miejsce
- Donna Weinbrecht

jazda po muldach - 7. miejsce

### Saneczkarstwo
Mężczyźni
- Duncan Kennedy

jedynki - DNF
- Robert Pipkins

jedynki - 16. miejsce
- Wendel Suckow

jedynki - 5. miejsce
- Chris Thorpe
Gordy Sheer

dwójki - 5. miejsce
- Mark Grimmette
Jonathan Edwards

dwójki - 4. miejsce
Kobiety
- Bethany Calcaterra-McMahon

jedynki - 12. miejsce
- Cammy Myler

jedynki - 11. miejsce
- Erin Warren

jedynki - DNF

### Short track
Mężczyźni
- John Coyle

500 m - 19. miejsce
1000 m - 19. miejsce
- Eric Flaim

500 m - 25. miejsce
1000 m - 10. miejsce
- Andy Gabel

500 m - 14. miejsce
1000 m - 9. miejsce
- Randy Bartz
John Coyle
Eric Flaim
Andy Gabel

sztafeta - 
Kobiety
- Amy Peterson

500 m - 
1500 m - 13. miejsce
- Erin Porter

1000 m - 
1500 m - 8. miejsce
- Amy Peterson
Cathy Turner
Nikki Ziegelmeyer
Karen Cashman

sztafeta - 

### Skoki narciarskie
Mężczyźni
- Jim Holland

Skocznia normalna - 48. miejsce
Skocznia duża - 46. miejsce
- Bob Holme

Skocznia normalna - 35. miejsce
Skocznia duża - 50. miejsce
- Ted Langlois

Skocznia normalna - 33. miejsce
Skocznia duża - 35. miejsce
- Randy Weber

Skocznia normalna - 44. miejsce
Skocznia duża - 53. miejsce
- Greg Boester
Randy Weber
Ted Langlois
Kurt Stein

drużynowo - 11. miejsce